# Wilhelm Traub (Maler)
Wilhelm Traub (* in Schelklingen am 13. Dezember 1828; † ebenda am 19. März 1874) war ein württembergischer Maler.

## Herkunft
Wilhelm Traub wurde in Schelklingen als Sohn des Fassmalers von Oggelsbeuren Wendelin Traub und dessen Ehefrau Theresia Traub geb. Tauber geboren und katholisch getauft. Der Vater erhielt am 3. Januar 1831 mit seiner Familie das Bürgerrecht in Schelklingen. Der Vater war ein ausgebildeter Kunstmaler, hatte aber in Schelklingen nur wenige Aufträge und arbeitete so überwiegend als Fassmaler, Schriftenmaler und Anstreicher. Wilhelm Traubs jüngerer Bruder war Ludwig Traub (1844–1898), welcher an der Stuttgarter Kunstakademie zum Maler ausgebildet wurde und sich in Göppingen niederließ.

## Bildung
Am 4. September 1839 ließ sich der Vater Wendelin Traub vom Stadtrat in Schelklingen seine Mittellosigkeit bescheinigen, und außerdem, dass er seinen Sohn Wilhelm in ein Institut aufgenommen wissen wolle, um die Zeichnungskunst und Malerei erlernen zu können. Am 10. Oktober 1839 machte der Vater eine unmittelbare Eingabe an den König, um die freie Aufnahme seines 11-jährigen Sohnes Wilhelm in irgendeinem wissenschaftlichen Institut oder um Unterstützung zu diesem Ziele zu erwirken: der talentierte Sohn sollte Unterricht im Zeichnen und Malen bekommen. Insbesondere wünschte der Vater, dass sein Sohn frei am Gymnasium in Ehingen aufgenommen werden solle. Am 12. November 1840 schließlich war Wilhelm Schüler dieses Gymnasiums. Traub immatrikulierte sich am 12. Februar 1853 an der Münchener Kunstakademie im Fach Malerei. In einem Brief teilte er einem Freund mit, dass er noch wenigstens vier Jahre an einer Akademie verbringen wolle.

## Beruf
Traub ließ sich in München nieder, hielt sich aber oft an verschiedenen Orten auf, um seine Aufträge für katholische Kirchen auszuführen.
Der Briefwechsel Traubs mit seinem Freund Franz Binder verdeutlicht, dass Traub in den späten 1850er Jahren unter Mangel an Aufträgen litt, und seine Freunde um Vermittlung anging. Er schlug sich anscheinend auch mit Porträts für Privatpersonen und allerhand anderen Arbeiten für verschiedene Kirchen durch. Darüber hinaus erteilte er in München privaten Zeichenunterricht. Ein größerer Auftrag war 1861 die Ausgestaltung der Kapelle St. Georg in Unterweckerstell. Im Januar 1874 verließ er wegen eines „Brustleidens“ München und flüchtete sich nach Schelklingen zu seinen Eltern, „bis es wärmer wird“. Im Februar 1874 berichtet er in einem Brief an einen Freund, dass sich seine Gesundheit verschlechtert habe. Er ist nicht mehr genesen und verstarb in Schelklingen am 19. März 1874.

## Werke (Auswahl)
- 1861: Ausgestaltung der Kapelle St. Georg in Unterweckerstell. Gemälde: Maria mit dem Christuskind auf der Frauenseite in St. Georg. Joseph auf der Männerseite in St. Georg. Petrus mit dem Himmelsschlüssel, Chor in St. Georg. Jakobus d. Ältere mit dem Pilgerstab, Chor in St. Georg. Paulus mit Buch und Schwert, Chor in St. Georg. Johannes mit dem Kelch, Chor in St. Georg.

- Das Stadtarchiv München verwahrt Briefe Traubs an seinen Freund Franz Binder und Illustrationen zu Binders Schwank „Die Musen der Gasse“ von 1855 (Federzeichnung im Original), sowie ca. 30–40 kleinformatige Skizzen, Zeichnungen und Illustrationen.